# Corporate Average Fuel Economy
Le Corporate Average Fuel Economy, couramment abrégé en CAFE, est une réglementation en vigueur depuis 1975 aux États-Unis destinée à améliorer la consommation de carburant moyenne des automobiles et des camions légers.
La réglementation locale aux États-Unis définit les "light-duty truck" comme des véhicules dont le PTAC inférieur à 3,86 tonnes (8,500 unités locales) qui correspondent à l'une des trois catégories suivantes :
- Conçu ou dérivé d'un véhicule de transport de biens
- Conçu pour le transport d'au moins 12 personnes,
- Disponible avec des fonctions spéciales permettant une utilisation hors-route[2]

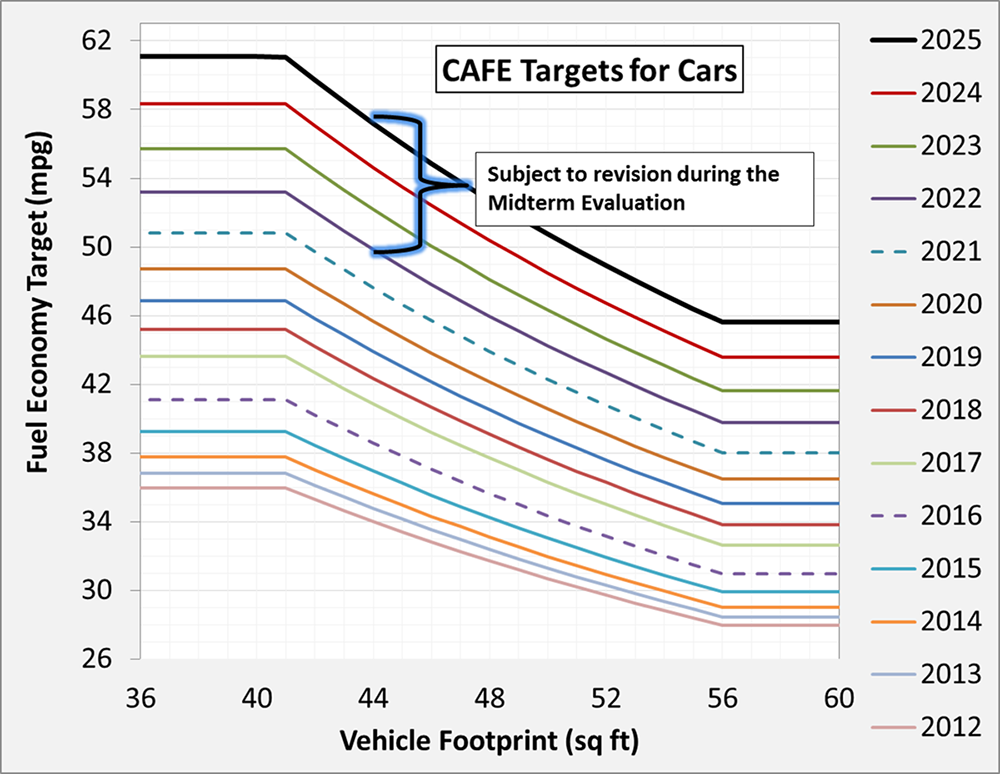
Objectifs pour les voitures entre 2012 et 2025

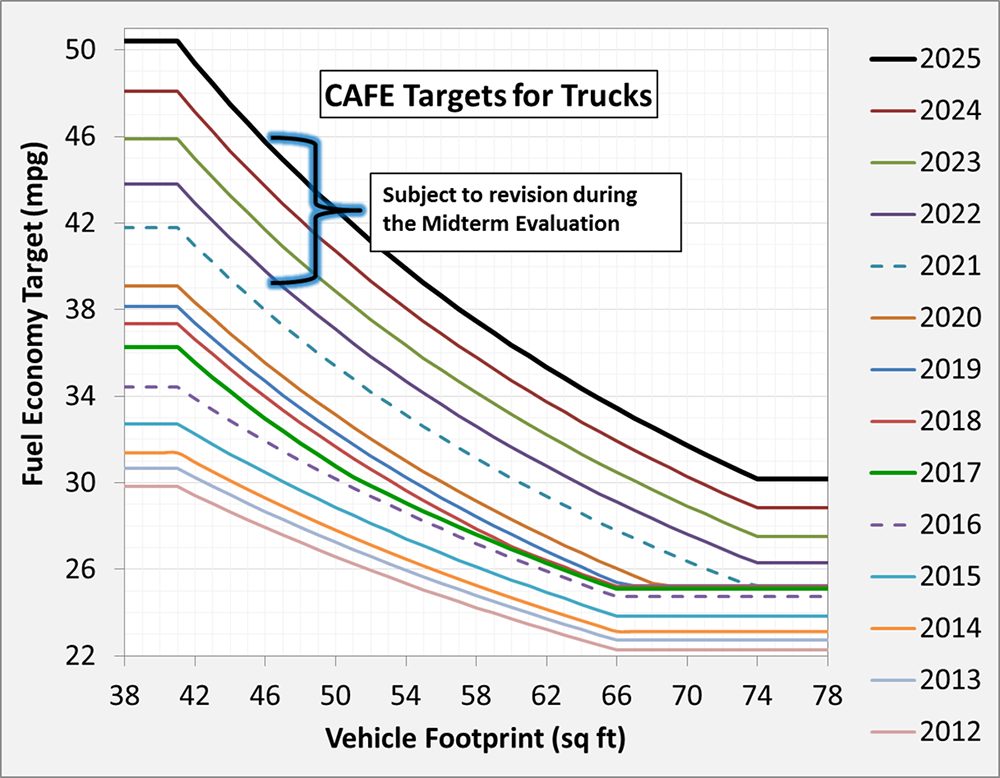
Objectifs pour les voitures lourdes (light truck) entre 2012 et 2025

Pour des raisons techniques, il est temporairement impossible d'afficher le graphique qui aurait dû être présenté ici.